# Melissa Ordway
Melissa Ordway (Atlanta, 31 marzo 1983) è un'attrice e modella statunitense.
Nota per il ruolo di Abby Newman in Febbre d'amore.

## Biografia
Figlia unica, diventa famosa nel 2004 grazie allo show americano The Assistant dove vince il programma, successivamente intraprende la carriera di modella che lascia nel 2008 ma la sua notorietà arriva nel musical americano di Michele Civetta, Friendly Fire dove recita accanto ad Asia Argento e Devon Aoki e lei interpreta un ruolo secondario quello di Tessa. Successivamente recita in vari film di successo fino alla conferma definitiva della serie Hollywood Heights - Vita da popstar.
Dal 2012 è sposata con il cantautore Justin Gaston.

## Filmografia

### Cinema
- 17 Again - Ritorno al liceo (17 Again), regia di Burr Steers (2009)
- Miss Marzo (Miss March), regia di Trevor Moore (2009)
- Alfa Males Experiment, regia di Alex Ranarivelo (2009)
- Elektra Luxx, regia di Sebastian Gutierrez (2010)
- The Last Song, regia di Julie Anne Robinson (2010)
- Bones, regia di Frank Pestarino (2010)
- Tales of Ancient Empire, regia di Albert Pyun (2010)
- In Time, regia di Andrew Niccol (2011)
- Callers, regia di Gary Walkow (2011)
- Escapee, regia di Campion Murphy (2011)
- Miami Magma, regia di Todor Chapkanov (2011)
- Ted, regia di Seth MacFarlane (2012)
- Amelia's 25th, regia di Martin Yernazian (2012)
- Channeling, regia di Drew Thomas (2013)
- Il luogo delle ombre (Odd Thomas), regia di Stephen Sommers (2013)
- The Outsider, regia di Brian A Miller (2014)

### Televisione
- How I Met Your Mother – serie TV, episodio 3x03 (2008-2009)
- Privileged – serie TV, 8 episodi (2008-2009)
- Entourage – serie TV, 3 episodi (2008)
- Melrose Place – serie TV, 5 episodi (2009)
- Cold Case - Delitti irrisolti (Cold Case) – serie TV, 2 episodi (2010)
- Hollywood Heights - Vita da popstar (Hollywood Heights) – serie TV, 80 episodi (2012)
- 90210 – serie TV, 6 episodi (2013)
- Febbre d'amore (The Young and the Restless) – soap opera, 996 puntate (2013-in corso)

## Doppiatrici italiane
- Loretta Di Pisa in How I Met Your Mother
- Lidia Perrone in The Last Song
- Francesca Manicone in Cold Case - Delitti irrisolti
- Alessia Amendola in Hollywood Heights - Vita da popstar
- Chiara Gioncardi in 90210
- Gea Riva in Il luogo delle ombre
- Perla Liberatori in The Outsider
- Giorgia Locuratolo in Stai lontano da mia figlia